# Athlétisme aux Jeux panarabes de 1997
Navigation
Édition précédente Édition suivante
Les épreuves d'athlétisme aux Jeux panarabes de 1997 ont eu lieu du 13 au 17 juillet 1997 à Beyrouth au Liban.

## Résultats

### Hommes
| Épreuve           | Or                              | Or             | Argent                                    | Argent         | Bronze                            | Bronze         |
| ----------------- | ------------------------------- | -------------- | ----------------------------------------- | -------------- | --------------------------------- | -------------- |
| 100 m             | Saad Al-Kuwari Qatar            | 10 s 40        | Sultan Mohamed Al-Sheib Qatar             | 10 s 43        | Hamed Sadek Koweït                | 10 s 61        |
| 200 m             | Ibrahim Ismail Muftah Qatar     | 20 s 95        | Mohamed Al-Houti Oman                     | 21 s 18        | Hamoud Al-Dalhami Oman            | 21 s 18        |
| 400 m             | Ibrahim Ismail Muftah Qatar     | 45 s 51        | Samir Louahala Algérie                    | 46 s 25        | Fawzi Al-Shammari Koweït          | 47 s 05        |
| 800 m             | Djabir Saïd-Guerni Algérie      | 1 min 46 s 84  | Mohammed Yagoub Soudan                    | 1 min 46 s 95  | Mahmoud Al-Kheirat Syrie          | 1 min 49 s 17  |
| 1 500 m           | Azzeddine Seddiki Maroc         | 3 min 36 s 95  | Mohamed Suleiman Qatar                    | 3 min 38 s 59  | Mohammed Yagoub Soudan            | 3 min 38 s 68  |
| 5 000 m           | Ahmed Ibrahim Warsama Qatar     | 13 min 35 s 73 | Alyan Al-Qahtani Arabie saoudite          | 13 min 41 s 11 | Said Briwi Maroc                  | 13 min 48 s 21 |
| 10 000 m          | Mustapha Bamouh Maroc           | 29 min 22 s 69 | Alyan Al-Qahtani Arabie saoudite          | 29 min 26 s 89 | Lahcen Benyoussef Maroc           | 29 min 28 s 83 |
| 110 m haies       | Mubarak Khasif Qatar            | 14 s 17        | Mohamed Boukrouna Maroc                   | 14 s 41        | Ziad Abdulrazzaq Koweït           | 14 s 46        |
| 400 m haies       | Mubarak Al-Nubi Qatar           | 48 s 95        | Mustapha Sdad Maroc                       | 49 s 14        | Zid Abou Hamed Syrie              | 49 s 68        |
| 3000 m steeple    | Saad Al-Asmari Arabie saoudite  | 8 min 21 s 40  | Ali Ezzine Maroc                          | 8 min 25 s 51  | Abderrahmane Daas Algérie         | 8 min 28 s 69  |
| 4 × 100 m         | Oman                            | 40 s 36        | Koweït                                    | 40 s 62        | Arabie saoudite                   | 41 s 81        |
| 4 × 400 m         | Algérie                         | 3 min 05 s 59  | Qatar                                     | 3 min 07 s 22  | Koweït                            | 3 min 10 s 81  |
| Marathon          | Tahar Mansouri Tunisie          | 2 h 28 min 20  | Seliman Foula Égypte                      | 2 h 30 min 46  | Ahmed Adam Salah Soudan           | 2 h 35 min 36  |
| Saut en hauteur   | Fakhredin Fouad Jordanie        | 2,17 m         | Abderrahmane Hammad Algérie               | 2,17 m         | Jean-Claude Rabbath Liban         | 2,14 m         |
| Saut à la perche  | Ahmad Abdulkarim Qatar          | 5,22 m         | Sameh Hassan Farid Égypte                 | 4,80 m         | Waleed Al-Shamali Qatar           | 4,80 m         |
| Saut en longueur  | Younès Moudrik Maroc            | 8,11           | Abdul Rahman Al-Nubi\| Qatar              | 8,66           | Khaled Farham Al-Bekheet Koweït   | 7,64 m         |
| Triple saut       | Salem Al-Ahmedi Arabie saoudite | 15,86 m        | Mohamed Adam Mohamed Arabie saoudite      | 15,83 m        | Oussama Ibrahim Égypte            | 15,54 m        |
| Lancer du poids   | Bilal Saad Mubarak Qatar        | 18,97 m        | Khaled Suliman Al-Khalidi Arabie saoudite | 17,64 m        | Dhiya Abdalrahman Égypte          | 17,39 m        |
| Lancer du disque  | Sameh Mohamed El Hattab Égypte  | 51,80 m        | Rashid Shafi Al-Dosari Qatar              | 51,60 m        | Dhiya Abdalrahman Égypte          | 50,44 m        |
| Lancer du marteau | Cherif El Hennawi Égypte        | 69,42 m        | Hakim Toumi Algérie                       | 67,00 m        | Naser Abdullah Al-Jarallah Koweït | 66,86 m        |
| Lancer du javelot | Firas Al Mahamid Syrie          | 72,56 m        | Maher Ridane Tunisie                      | 72,20 m        | Ghanem Jaouhar Koweït             | 70,74 m        |
| Décathlon         | Anis Riahi Tunisie              | 7506 pts       | Redouane Youssef Algérie                  | 7315pts        | Houssem Abdellatif Égypte         | 6735 pts       |

### Femmes
| Épreuve           | Or                                     | Or             | Argent                        | Argent         | Bronze                    | Bronze         |
| ----------------- | -------------------------------------- | -------------- | ----------------------------- | -------------- | ------------------------- | -------------- |
| 100 m             | Baya Rahouli Algérie                   | 11 s 98        | Fatima Zahra Dkouk Maroc      | 12 s 05        | Siham El Hanifi Maroc     | 12 s 20        |
| 200 m             | Siham El Hanifi Maroc                  | 24 s 64        | Saliha Hammadi Algérie        | 24 s 96        | Awatef Hamrouni Tunisie   | 25 s 35        |
| 400 m             | Nadia Zétouani Maroc                   | 54 s 98        | Hanan Khiouich Maroc          | 56 s 19        | Nahida Touhami Algérie    | 57 s 30        |
| 800 m             | Hasna Benhassi Maroc                   | 2 min 06 s 29  | Samira Raif Maroc             | 2 min 06 s 53  | Abir Nakhli Tunisie       | 2 min 07 s 45  |
| 1 500 m           | Samira Raif Maroc                      | 4 min 15 s 15  | Nouria Souad Banida Algérie   | 4 min 16 s 16  | Khayra Aaraf Algérie      | 4 min 18 s 16  |
| 5 000 m           | Zahra Ouaziz Maroc                     | 16 min 1 s 40  | Bouchra Benthami Maroc        | 16 min 45 s 90 | Souad Aït Salem Algérie   | 17 min 4 s 50  |
| 10 000 m          | Fatiha Klilech Maroc                   | 35 min 29 s 31 | Zhor El Kamch Maroc           | 35 min 36 s 90 | Soulef Bouguerra Tunisie  | 36 min 25 s 48 |
| 100 m haies       | Baya Rahouli Algérie                   | 14 s 11        | Fatima Zahra Dkouk Maroc      | 14 s 64        | Naïma Bentahar Algérie    | 14 s 80        |
| 400 m haies       | Nadia Zétouani Maroc                   | 58 s 58        | Zahra Lachgar Maroc           | 60 s 13        | Nabila Jami Tunisie       | 64 s 07        |
| 4 × 100 m         | Maroc                                  | 47 s 07        | Algérie                       | 47 s 66        | Égypte                    | 50 s 97        |
| 4 × 400 m         | Maroc                                  | 3 min 38 s 84  | Algérie                       | 3 min 44 s 37  | Tunisie                   | 4 min 0 s 49   |
| Semi-marathon     | Dalila Mial Algérie                    | 1 h 26 min 41  | Sonia Agoun Tunisie           | 1 h 28 min 03  | Amal Al-Matari Jordanie   | 1 h 29 min 02  |
| Saut en hauteur   | Hamida Benhocine Algérie               | 1,63 m         | Karin Buchakjian Liban        | 1,60 m         | Zouheira Najrawi Algérie  | 1,60 m         |
| Saut en longueur  | Baya Rahouli Algérie                   | 6,09 m         | Nachwa Abd El Hay Riad Égypte | 5,95 m         | Fatima Zahra Dkouk Maroc  | 5,91 m         |
| Triple saut       | Baya Rahouli Algérie                   | 13,51 m        | Nachwa Abd El Hay Riad Égypte | 11,97 m        | Alaa Abdulhadi Jordanie   | 11,27 m        |
| Lancer du poids   | Wafa Ismail El Baghdadi Égypte         | 15,70 m        | Nada Kawar Jordanie           | 15,66 m        | Hanan Ahmed Khaled Égypte | 14,69 m        |
| Lancer du disque  | Nada Kawar Jordanie                    | 51,18 m        | Hanan Ahmed Khaled Égypte     | 48,78 m        | Jeannette Ayoub Liban     | 37,88 m        |
| Lancer du javelot | Saoud Al-Hariss Liban                  | 40,22 m        | Zahra Lachgar Maroc           | 38,76 m        | Pauline Makdesi Liban     | 36,58 m        |
| Heptathlon        | Shirin Mohamed Kheiri El Atrabi Égypte | 4268 pts       | Naïma Bentahar Algérie        | 4026 pts       | Saoud Al-Hariss Liban     | 3992 pts       |

## Tableau des médailles
| Rang  | Nation          | Or | Argent | Bronze | Total |
| ----- | --------------- | -- | ------ | ------ | ----- |
| 1     | Maroc           | 12 | 11     | 4      | 27    |
| 2     | Algérie         | 8  | 9      | 6      | 23    |
| 3     | Qatar           | 8  | 5      | 1      | 14    |
| 4     | Égypte          | 4  | 5      | 6      | 15    |
| 5     | Arabie saoudite | 2  | 4      | 1      | 7     |
| 6     | Tunisie         | 2  | 2      | 5      | 9     |
| 7     | Jordanie        | 2  | 1      | 2      | 5     |
| 8     | Liban           | 1  | 1      | 5      | 3     |
| 9     | Oman            | 1  | 1      | 1      | 3     |
| 10    | Syrie           | 1  | 0      | 2      | 3     |
| 11    | Koweït          | 0  | 1      | 7      | 8     |
| 12    | Soudan          | 0  | 1      | 2      | 3     |
| Total | Total           | 41 | 41     | 41     | 123   |

## Source
- (ar)« 8èmes Jeux panarabes », Al-Ahram-Sports, 6 août 1997, pages 53-59.

- (en) Cet article est partiellement ou en totalité issu de l’article de Wikipédia en anglais intitulé « Athletics at the 1997 Pan Arab Games » (voir la liste des auteurs).